# Pathways of Life
Pathways of Life è un cortometraggio muto del 1916 diretto da Christy Cabanne, prodotto sotto la supervisione di D.W. Griffith.
Fu uno dei primissimi film prodotti dalla neonata casa di produzione Triangle Film Corporation.

## Produzione
Il film fu prodotto dalla Triangle Film Corporation.

## Distribuzione
Distribuito dalla Fine Arts Film Company, uscì nelle sale cinematografiche statunitensi nel 1916.
Copia della pellicola è conservata negli archivi dell'UCLA.